# Jitra
Jitra is een stad in de Maleisische deelstaat Kedah.
Jitra telt 22.000 inwoners.